# هربرت باك
هربرت فريدريش فيلهلم باك (1 مايو 1896 - 6 أبريل 1947) سياسيًا ألمانيًا وموظفًا في قوات الأمن الخاصة خلال الحقبة النازية. وصديق شخصي لرينهارد هايدريش. قام بتطوير وتنفيذ خطة الجوع التي تصور الموت من خلال تجويع الملايين من «عديم الفائدة» السلاف واليهود في أعقاب عملية بارباروسا، غزو الاتحاد السوفيتي عام 1941.
تم تطوير هذه الخطة خلال مرحلة التخطيط لغزو الفيرماخت (القوات المسلحة الألمانية) وتم توفيرها لتحويل المواد الغذائية الأوكرانية بعيداً عن وسط وشمال روسيا وإعادة توجيهها لصالح الجيش الغازي والسكان في ألمانيا. ونتيجة لذلك، توفي ملايين المدنيين في المناطق التي تحتلها ألمانيا. ألقي القبض عليه في عام 1945 وكان من المقرر أن يحاكم على جرائم الحرب في نورمبرغ في محاكمة الوزارات، انتحر في السجن في عام 1947.

## خطة التجويع
تم ترشيح باك شخصيا من قبل وزير الرايخ للأراضي الشرقية المحتلة، ألفريد روزنبرغ، كوزير للخارجية ( ستاتسيكرتير ) من حكومة الرايخسكرتارية في أوكرانيا حيث يمكنه تنفيذ سياسته الإستراتيجية، خطة الجوع . كان الهدف من خطة الجوع هو إلحاق جوع جماعي متعمد بالسكان المدنيين السلافيين الخاضعين للاحتلال الألماني من خلال توجيه جميع الإمدادات الغذائية إلى السكان الأصليين في ألمانيا والفيرماخت على الجبهة الشرقية.  كان هانز-يواكيم ريكه، الشريك الأكثر أهمية لهربرت باك، الذي ترأس القطاع الزراعي في هيئة الأركان الاقتصادية الشرقية. وفقًا للمؤرخ تيموثي سنايدر، نتيجة لخطة باك، «جوع المحتلون الألمان في الفترة من 1941 إلى 1944» 4.2 مليون مواطن سوفيتي (معظمهم من الروس والبيلاروس والأوكرانيين). 
من أبريل إلى مايو 1945، واصل باك منصب وزير الغذاء في حكومة هتلر فلنسبورغ التي لم تدم طويلا بعد برئاسة الأميرال الأعلى كارل دونيتز.

## روابط خارجية
- هربرت باك على موقع مونزينجر (الألمانية)